# العوينة المركز (أمغلاي)
العوينة المركز هو دُوَّار يقع بجماعة عوينة يغمان، إقليم آسا الزاك، جهة كلميم واد نون في المملكة المغربية. ينتمي الدوّار لمشيخة أمغلاي التي تضم 7 دواوير. يقدر عدد سكانه بـ 303 نسمة حسب الإحصاء الرسمي للسكان والسكنى لسنة 2004.

## روابط خارجية
- البوابة الوطنية للجماعات الترابية
- المندوبية السامية للتخطيط